# David Popovici
David Popovici  (pronunciació en romanès: /ˈdavid ˈpopovit͡ʃʲ/) (Bucarest, 15 de setembre de 2004) és un nedador de competició romanès especialitzat en natació d'estil lliure. És l'actual campió olímpic dels 200 metres lliures, després de guanyar la medalla d'or en els Jocs Olímpics d'estiu de 2024. Té un antic rècord del món en els 100 metres lliures (marca que és encara el rècord europeu i el rècord del món en categoria júnior) i el rècord del món en categoria júnior en els 200 metres lliures. També té el rècord del món en categoria júnior en els 100 metres lliures en piscina curta.

## Primers anys
Popovici va néixer a Bucarest, i va començar a nedar a la piscina Lia Manoliu als quatre anys per recomanació mèdica per tal de corregir una escoliosi primerenca. Quan tenia 9 anys, va començar a entrenar a l'Aqua Team Bucharest amb l'entrenador Adrian Rădulescu, un antic nedador amb un doctorat en rendiment esportiu especialitzat en natació. Quan tenia 10 anys, Popovici va aconseguir el seu primer rècord nacional en categoria júnior, en 50 m esquena, un rècord que havia batut feia 24 anys Dragoș Coman, nedador que va ser bronze en el campionat del món de 2003. Als 14 anys d'edat va ser el nedador més ràpid de menys de 15 anys en la història del Festival Olímpic de la Joventut Europea que va nedar els 100 metres en 49.82 segons.

## Carrera
Als 16 anys, Popovici va batre el rècord mundial júnior de 100 m estil lliure dues vegades al Campionat d'Europa júnior de natació de 2021 a Roma, Itàlia. L'actuació va convertir Popovici en l'home més ràpid del món el 2021, superant a Kliment Kolesnikov.
Es va classificar per als Jocs Olímpics de Tòquio 2020, sent el membre més jove de la selecció romanesa.
El 28 de setembre de 2021, el Dinamo de Bucarest va anunciar que va arribar a un acord per fitxar Popovici procedent del Steaua de Bucarest.
El 20 de juny de 2022, Popovici es va convertir en el segon nedador més jove a guanyar la prova masculina de 200 metres lliures al campionat del món (després de Tim Shaw), amb només 17 anys i 278 dies.
El 13 d'agost de 2022, Popovici va aturar el rellotge a les 46.86 al Campionat d'Europa de Roma i va batre el rècord mundial de César Cielo, que ja durava 13 anys. Després d'haver nedat en 46,98 a la semifinal la nit anterior, Popovici es va convertir en el primer nedador a superar la marca dels 47 segons dues vegades.
Després d'un 2023 fluix, el 2024 va guanyar dues medalles d'or al Campionat d'Europa de natació celebrat a Belgrad, on va guanyar (com dos anys abans a Roma) els 100 i 200 metres lliures. Un mes després dels seus èxits continentals va participar als Jocs Olímpics de París, on va guanyar la medalla d'or en els 200 metres lliures, per davant del britànic Matthew Richards i de l'estatunidenc Luke Hobson. En els 100 metres lliures, però, va quedar en tercera posició.

## Marques personals

### Curses de recorregut llarg (piscina de 50 m)
| Esdeveniment       | Temps   | Campionat                      | Ubicació | Data                | Nota     |
| ------------------ | ------- | ------------------------------ | -------- | ------------------- | -------- |
| 50 m estil lliure  | 22.16   | Campionat d'Europa júnior 2022 | Otopeni  | 8 de juliol de 2022 |          |
| 100 m estil lliure | 46,86   | Campionat d'Europa 2022        | Roma     | 13 d'agost de 2022  | RM       |
| 200 m estil lliure | 1:42.97 | Campionat d'Europa 2022        | Roma     | 15 d'agost de 2022  | RMJR, RN |
| 400 m estil lliure | 3:47.54 | Campionat de Romania 2024      | Otopeni  | 19 d'abril de 2024  |          |

### Curses de recorregut curt (piscina de 25 m)
| Esdeveniment       | Temps   | Campionat                                | Ubicació  | Data                   | Nota     |
| ------------------ | ------- | ---------------------------------------- | --------- | ---------------------- | -------- |
| 50 m estil lliure  | 21,30   | Campionat d'Europa en piscina curta 2023 | Otopeni   | 5 de desembre de 2023  | RN       |
| 100 m estil lliure | 45,64   | Campionat del món en piscina curta 2022  | Melbourne | 15 de desembre de 2022 | RMJR, RN |
| 200 m estil lliure | 1:40.79 | Campionat del món en piscina curta 2022  | Melbourne | 18 de desembre de 2022 | RN       |